# Нурі аль-Малікі
Нурі Камель Мохаммед Хасан аль-Малікі (араб. نوري كامل المالكي, нар. 20 червня 1950) — іракський політичний і державний діяч, прем'єр-міністр Іраку з квітня 2006 до 11 серпня 2014 року. Представник шиїтської громади. Магістр арабської літератури. Генеральний секретар партії «Дава».

## Кар'єра
Аль-Малікі та його уряд замінив Іракський тимчасовий уряд, створений американцями після повалення режиму Саддама Хусейна 2003 року. Його кабінет здобув підтримку парламенту Іраку (Радою представників), і розпочав роботу 20 травня 2006.
21 грудня 2010 року призначений прем'єр-міністром Іраку на другий термін. Термін повноважень завершився після виборів 2014 року.